# Lissadila
Lissadila (Lisadilia) ist ein osttimoresischer Suco im Verwaltungsamt Loes (Gemeinde Liquiçá). Bis zum 1. Januar 2024 gehörte Lissadila zum Verwaltungsamt Maubara.

## Geographie

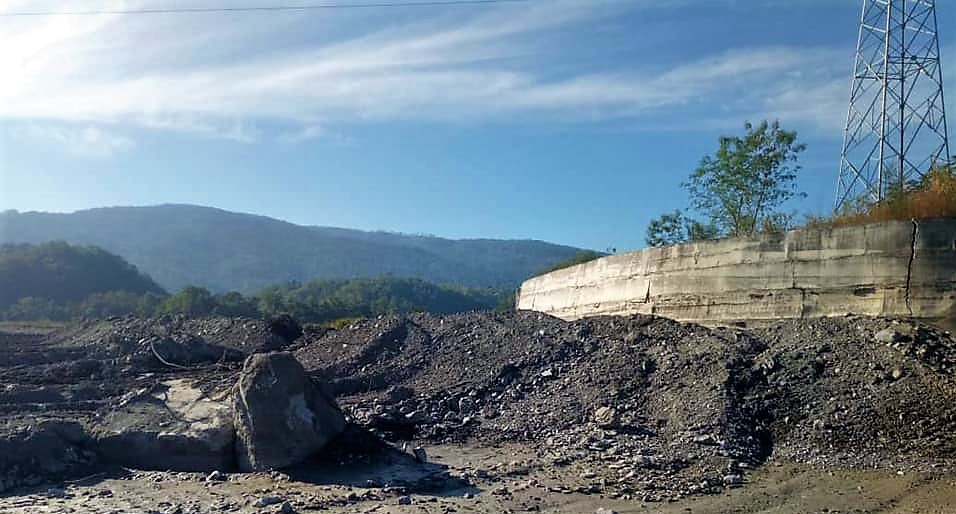
Ein trockenes Flussbett bei Faulara

Lissadila liegt im Osten des Verwaltungsamts Loes. Westlich befindet sich der Suco Guiço, nordwestlich der Suco Maubaralissa und nordöstlich der Suco Vatuvou. Im Osten grenzt Lissadila an das Verwaltungsamt Liquiçá mit dem Suco Leotala und im Süden an das zur Gemeinde Ermera gehörende Verwaltungsamt Hatulia mit seinem Suco Aculau. Der Westgrenze folgen grob die Flüsse Surine und Dikasbata, die Ostgrenze zum Teil der Dirobatelau. Er und der Gumuloa entspringen im Norden in Vatuvou. Flüsse, die im Suco entspringen sind der Emderilua, der Bismaumate und der Kailook. Alle Flüsse fließen nach Süden ab und enden im Gleno, der hier auch Lauveli heißt. Dieser ist ein großer Nebenfluss des Lóis, der fast vollständig die Südgrenze von Lissadila zu Ermera markiert. Nur im äußersten Südwesten gehört zu Lissadila seit 2015 ein kleines Gebiet südlich eines fast trockenen Seitenarms des Flusses. Auch der Ort Faulara (Cainego) im Südosten kam von Leotala dazu. Dafür gab Lissadila im Norden unter anderem die Orte Lissa-Ico und Manuquibia an Vatuvou ab.
Lissadila hat eine Fläche von 59,25 km² und teilt sich in die sieben Aldeias Bautalo, Cai-Cassa (Kaikasa), Darulema, Glai, Lebuhae, Manuquibia und Nunulisa (Nunu Lisa).
Im Nordwesten liegen die Dörfer Bautalo, Cai-Cassa und Nunulisa und im Nordosten Esloso und Pelelo (Pelelor). Im Süden befinden die Orte Lissadila, Manuquibia, Uluana (Uhiana), Wategan (Wategas), Faulara, Darulema, Glai und Siamodo (Siamado).
Der Sitz des Sucos steht im Ort Lissadila, im Süden der Aldeia Cai-Cassa. Im Süden der Aldeia Manuquibia befinden sich eine Grundschule (EB) und eine Prä-Sekundarschule (Escola Pre-secondaria EPS). Auch in Uluana und Siamodo stehen Grundschulen. Ein Klinik befindet sich in Uluana.

## Einwohner

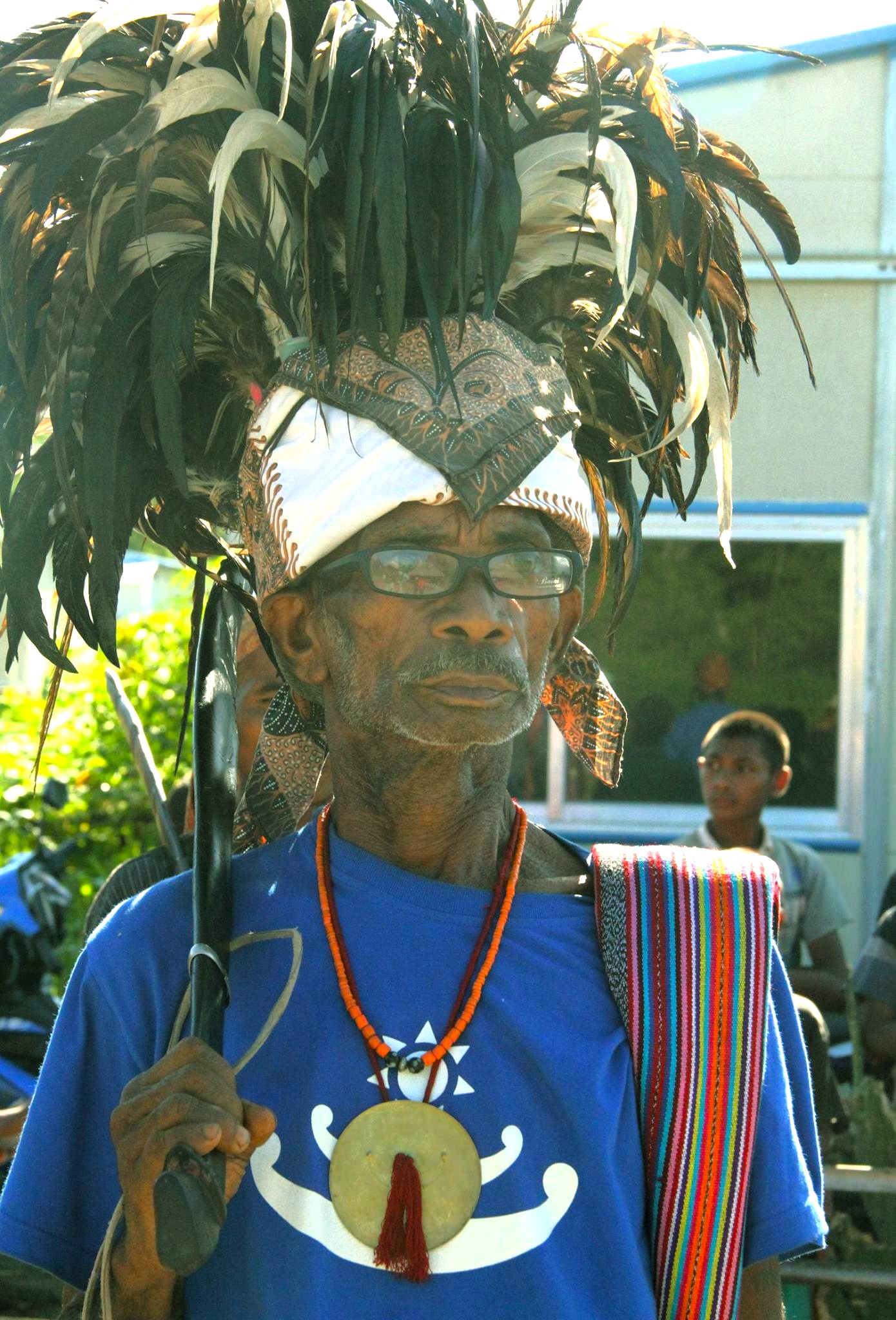
Traditionelle Kopfbedeckung in Lissadila

Im Suco leben 3640 Einwohner (2022), davon sind 1852 Männer und 1788 Frauen. Im Suco gibt es 694 Haushalte. Fast 93 % der Einwohner geben Tokodede als ihre Muttersprache an. Fast 6 % sprechen Tetum Prasa und kleine Minderheiten Mambai, Kemak und Habun.

## Geschichte
Bereits ab Januar 1999 versuchten pro-indonesische Milizen (Wanra) die Stimmung vor dem Unabhängigkeitsreferendum am 30. August mit Gewalt zu beeinflussen. Die Miliz Besi Merah Putih (BMP) beging vor dem Referendum und nach der Bekanntgabe der Entscheidung für die Unabhängigkeit Hunderte von Verbrechen. Die Bevölkerung von Lissadila, Vatuvou und Maubaralissa wurde praktisch komplett aus ihren Häusern vertrieben. Allein in Sare (Suco Aculau) versammelten sich bis zu 6000 Flüchtlinge und blieben dort bis zum Eintreffen der INTERFET im September 1999. 375 Flüchtlinge suchten Schutz bei den Karmeliternonnen in Lissadila.

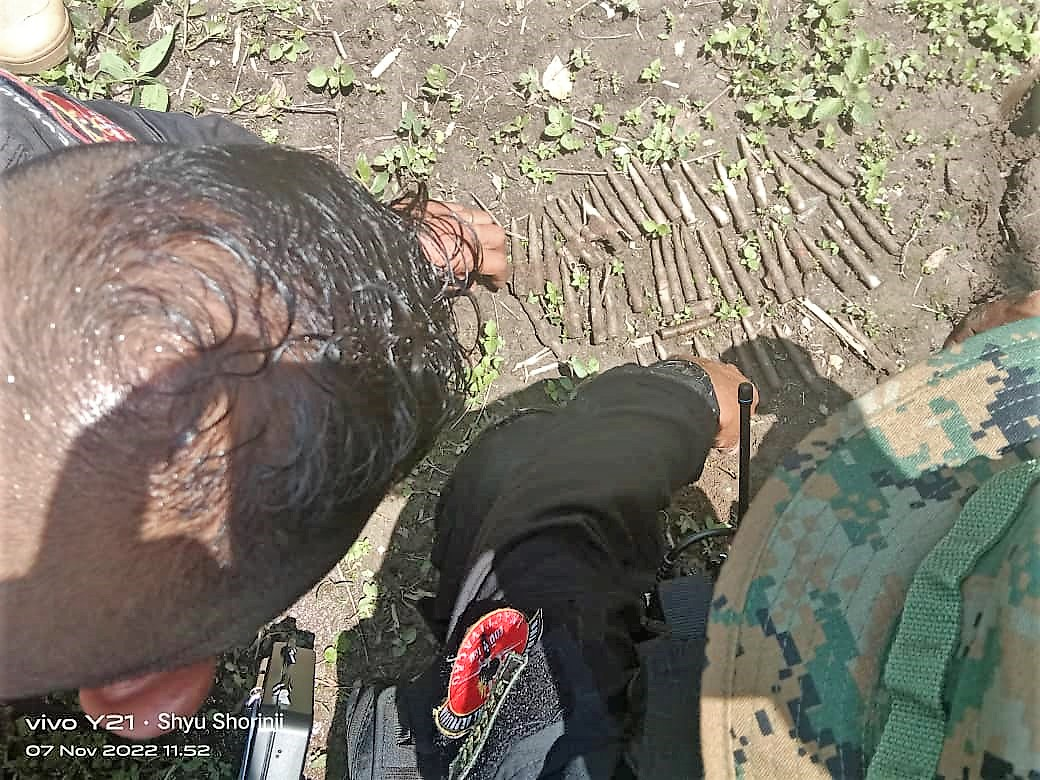
Fundmunition bei Uluana (2022)

Das damals zum Suco Leotala gehörende Faulara war ein indonesisches Umsiedlungslager für Timoresen, das seit 1996 bestand und ursprünglich 1600 Einwohner hatte. Ab Januar 1999 versammelten sich Menschen, die vor der Gewalt der Milizen flohen auch in Faulara, so dass die Zahl der Einwohner auf 5100 anstieg. Die Flüchtlinge wurden teilweise in Außenstellen, wie dem acht Kilometer entfernten Banitur (Suco Leotala) untergebracht. Am 16. Juli griff die BMP das Lager in Faulara an.

## Politik
Bei den Wahlen von 2004/2005 wurde Anselmo Fernandes zum Chefe de Suco gewählt und 2009 in seinem Amt bestätigt. Bei den Wahlen 2016 gewann Fernando Lobo und wurde 2023 in seinem Amt bestätigt.

## Wirtschaft
Im Suco gibt es eine kleine Produktion von Toiletten. Sie werden aus Beton gegossen.

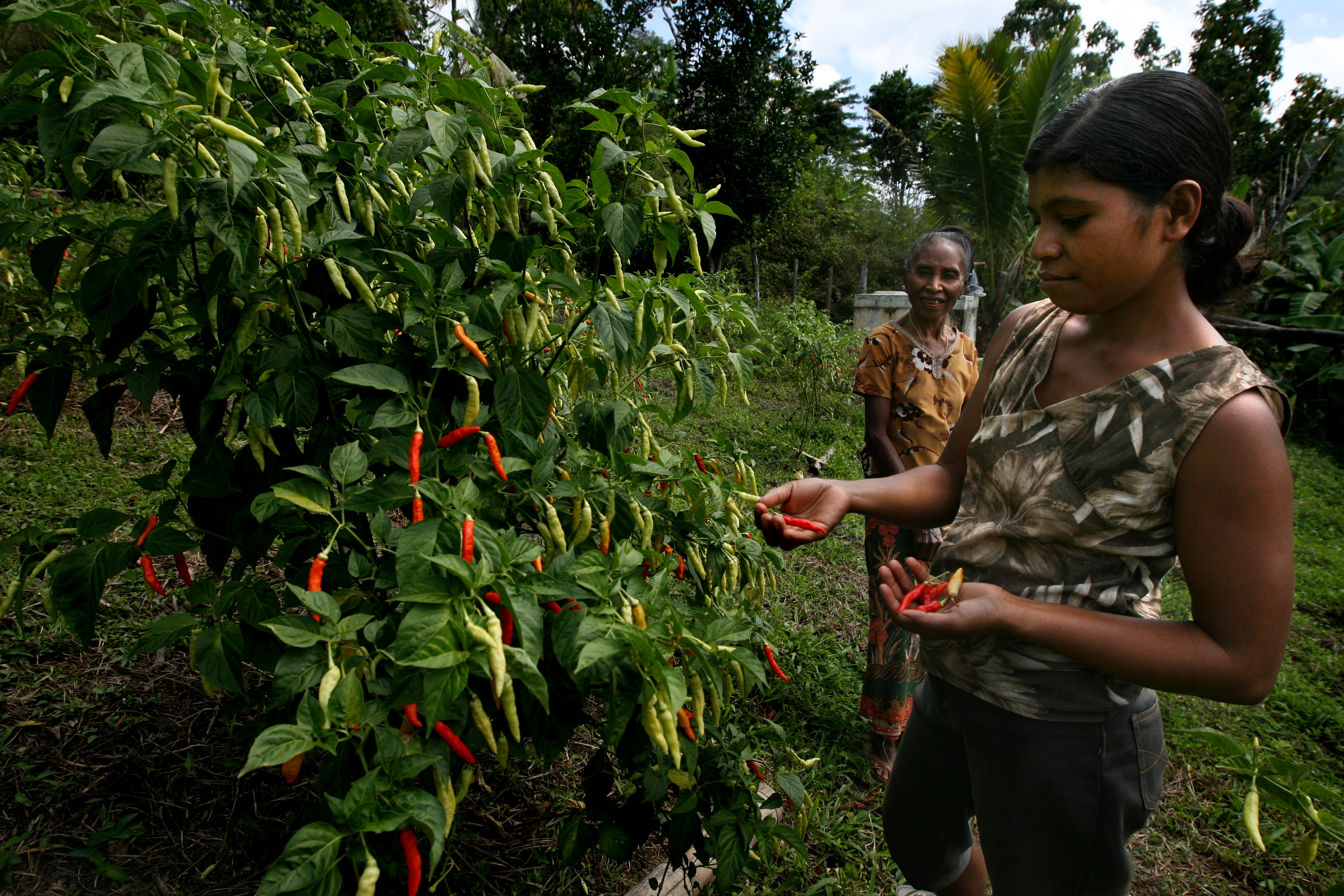
Chiliernte in Lissadila
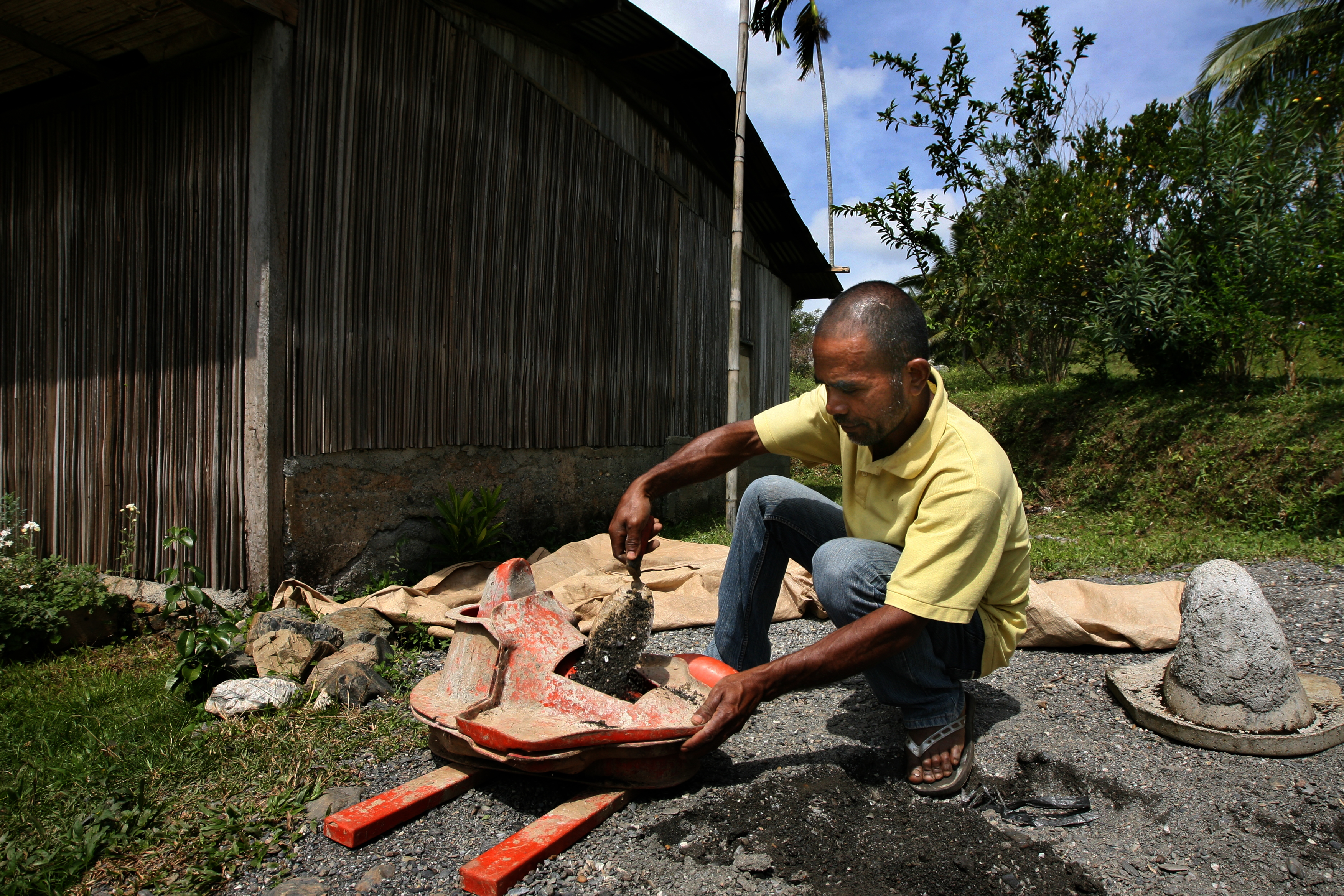
Betonguss einer Toilette
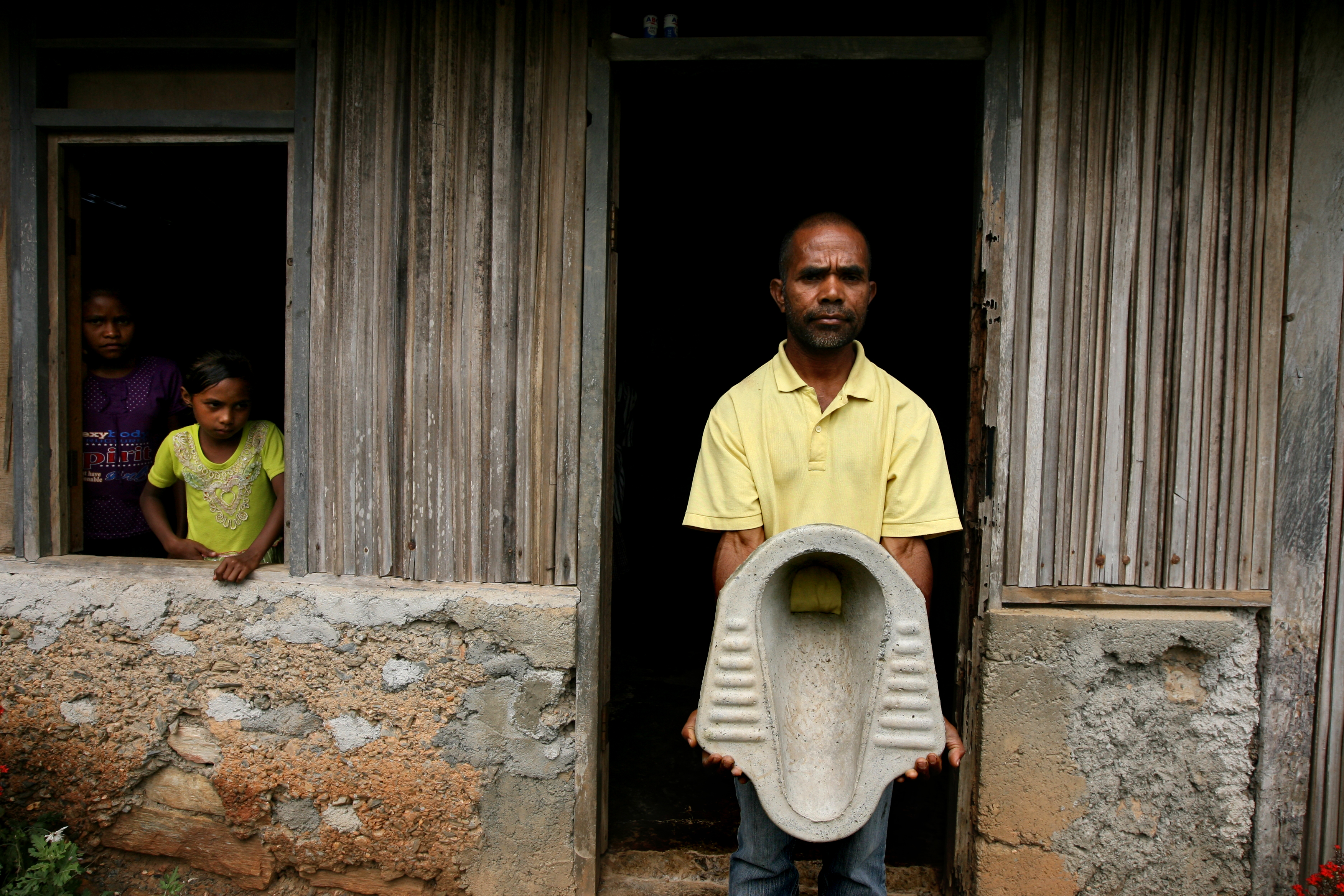
Das fertige Produkt